# Nitro (Six Flags Great Adventure)
Pour les articles homonymes, voir Nitro.
Nitro sont des méga montagnes russes et des hyper montagnes russes du parc Six Flags Great Adventure, situé à Jackson dans le New Jersey, aux États-Unis. L'attraction a ouvert au printemps 2001 et fut à l'époque l'attraction la plus rapide du New Jersey, ainsi que la plus haute de la côte Est des États-Unis.[réf. nécessaire]

## L'attraction
Bien qu'il n'y ait aucune inversion, les montagnes russes comportent six camelbacks (bosses), un virage en hammerhead et une hélice de 540°. Après le signal de départ, le train quitte la gare et commence son parcours par un virage à 180°. Le train s'engage sur le lift de 71 mètres de haut. La descente est haute de 66 mètres inclinée à 68°. Le train y atteint une vitesse maximale de 130 km/h et entame un camelback de 58 mètres pour parcourir un virage vers la gauche et remonter une bosse de 49 mètres de hauteur, offrant un moment d’airtime. Ensuite, le train entre dans un élément de type Hammerhead Turn permettant au train de faire demi-tour. Puis vient un autre camelback, le train traverse une courbe en S dans l’hélice de 540°. Après avoir passé les freins (pour ralentir un peu le train), le train traverse trois autres camelbacks et repart en gare. Alors que les premiers rangs de chaque train sont réputés pour leur douceur, les derniers rangs offrent de puissants airtimes, surtout au sommet de la première descente.
Les rails de l'attractions sont fuchsia et jaune, les supports (poteaux) sont bleus. Étant les troisièmes méga montagnes russes du constructeur Bolliger & Mabillard, ces montagnes russes sont comparables à DiamondBack à Kings Island, Raging Bull à Six Flags Great America, Apollo's Chariot à Busch Gardens Williamsburg, Behemoth à Canada's Wonderland ou Intimidator à Carowinds.
Nitro possède actuellement la seconde descente la plus inclinée sur un parcours de montagnes russes à remontée mécanique (grâce à une chaine) du parc, derrière les 76° de El Toro.
Auparavant, des panneaux explicatifs étaient exposés tout au long du lift comparant la hauteur par rapport aux hauteurs connues telles que celle des chutes du Niagara par exemple. Ces panneaux ont été retirés. L'attraction connaît toujours une grande popularité avec, notamment, de longues files d'attente bien que celle-ci avance assez rapidement grâce à la grande capacité des trains (36 places) et la facilité d'embarcation et d'envoi des trains.
Le 6 mai 2011, un train s'est arrêté sur le sommet du lift. Aucune personne ne fut blessée et le train est reparti dans sa course 10 secondes plus tard. Le 30 mai 2011, un train s'est stoppé au beau milieu du lift qui était plus bruyant que d'habitude. La raison est toujours inconnue.

## Les trains et la gare
Les trains de Nitro sont ouverts, possèdent des barres de sécurité (lap bars) individuelles. Il y a trois trains au total, chacun comportant quatre sièges sur un rang, 9 rangs pour donc accueillir 36 visiteurs par train.
L'embarquement et la vérification des barres de sécurité sont rapidement effectuées, résultant d'une haute capacité avec 3 trains sur le parcours. Trois raisons principales sont en cause :
1. Il n'y a pas de sécurité additionnelle à vérifier (par les opérateurs). Nitro possédait avant une sécurité supplémentaire (voir plus bas pour plus de détails). Beaucoup de trains de montagnes russes se composent de ceintures de sécurité (au niveau des cuisses ou entre les jambes des visiteurs dans le cas de harnais passant au-dessus des épaules) au cas où les barres ou les harnais se soulèveraient pendant le tour.
2. La plateforme n’a pas besoin de se baisser pour qu'un train puisse sortir de la gare. Ça n'est pas le cas de toutes les montagnes russes de B&M. Par exemple, sur leurs montagnes russes volantes, la plateforme d’embarquement s’affaisse et les sièges se balancent pour se trouver dans la même position qu’un oiseau avant que le train ne parte. Sur les montagnes russes sans sol et les montagnes russes à véhicule suspendu, une sorte de barrière devant le train doit s’ouvrir pendant que la plateforme s'abaisse.
3. Les trains peuvent se déployer plus facilement que sur d'autres montagnes russes. D'ordinaire, dès qu'un train arrive au sommet du lift, le train le précédant dans la gare peut être envoyé.

La file d'attente de Nitro consiste en un parcours à l'intérieur et à l'extérieur accompagné par un long chemin avant de monter les escaliers pour arriver à la gare. La vue depuis la file montre l'arrière de Batman: The Ride et la mécanique de The Great Adventure ainsi que l'entrepôt.
La musique diffusée dans la station d'embarquement de Nitro est un remix du thème principal de Mortal Kombat, qui peut être entendu également depuis la file.

## Autres informations
Nitro possède une pré-drop en sortie de gare. Celle-ci aide les trains à se positionner sur la chaine du lift. La photo on ride (prise pendant le parcours) se situait au creux du second camelback, mais a changé de place en 2006 pour se retrouver au creux du premier.
Pendant les nuits claires, l'horizon de Philadelphie (à environ 90 km au loin) est visible depuis le lift, et aussi quand le train tourne à gauche et va de haut en bas des larges bosses.
Précédemment, Nitro possédait une sécurité supplémentaire qui consistait en une poignée noire s’étendant vers l'extérieur des assises. Les barres se refermaient sur ces poignées pour servir à une sécurité additionnelle sans ceinture de sécurité. Ces poignées ont été retirées à cause de leur inutilité, alors qu'elles se détachaient facilement et faisait perdre plus de temps lors de la vérification.

## Classement
| Classement | 16 | 4 | 6 | 6 | 5 | 4 | 3 | 3 |

| Classement | 4 | 4 | 5 | 5 | 6 | 7 | 9 |

| Classement | 4 | 5 |  |

## Galerie

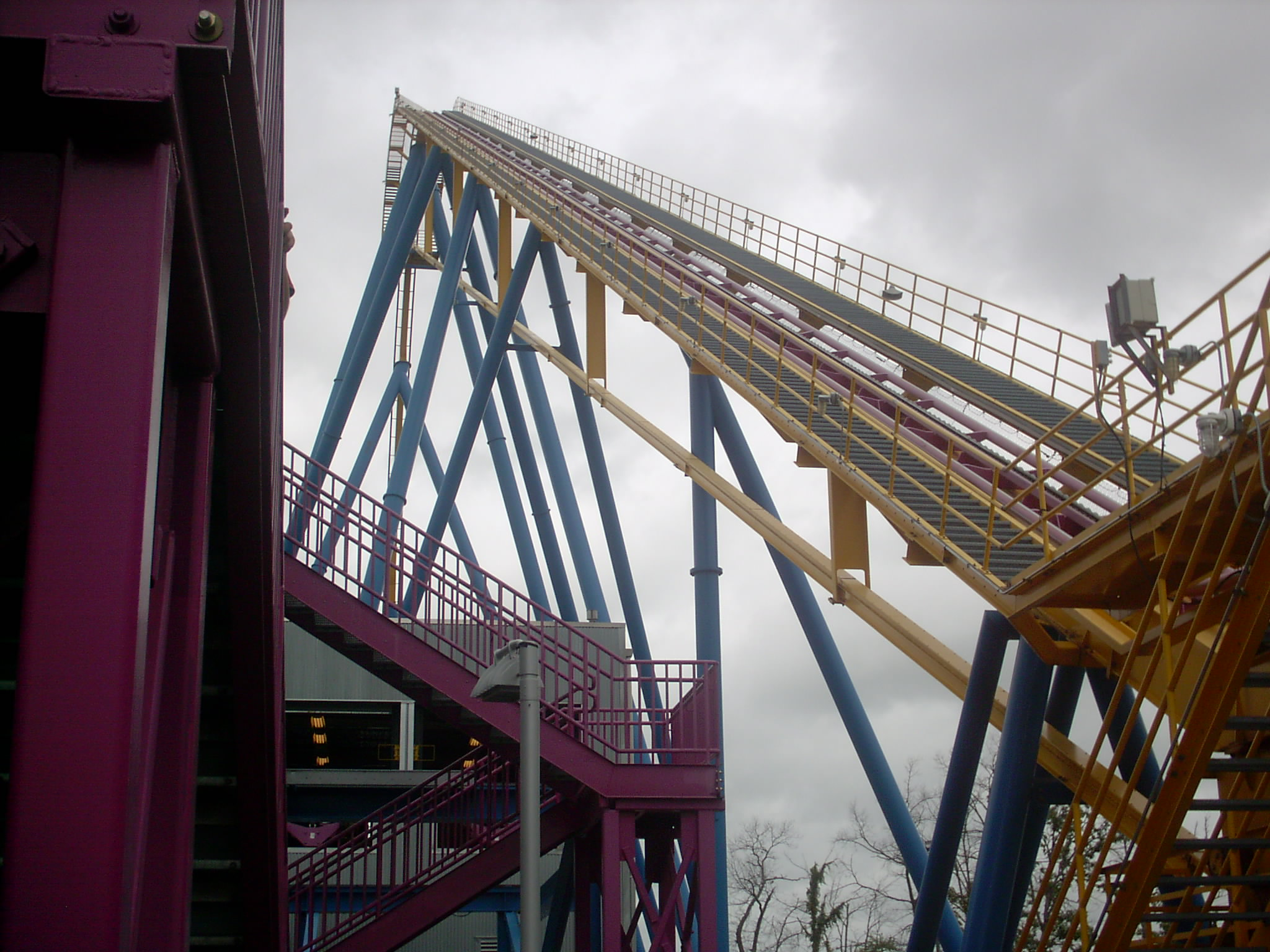
Lift.
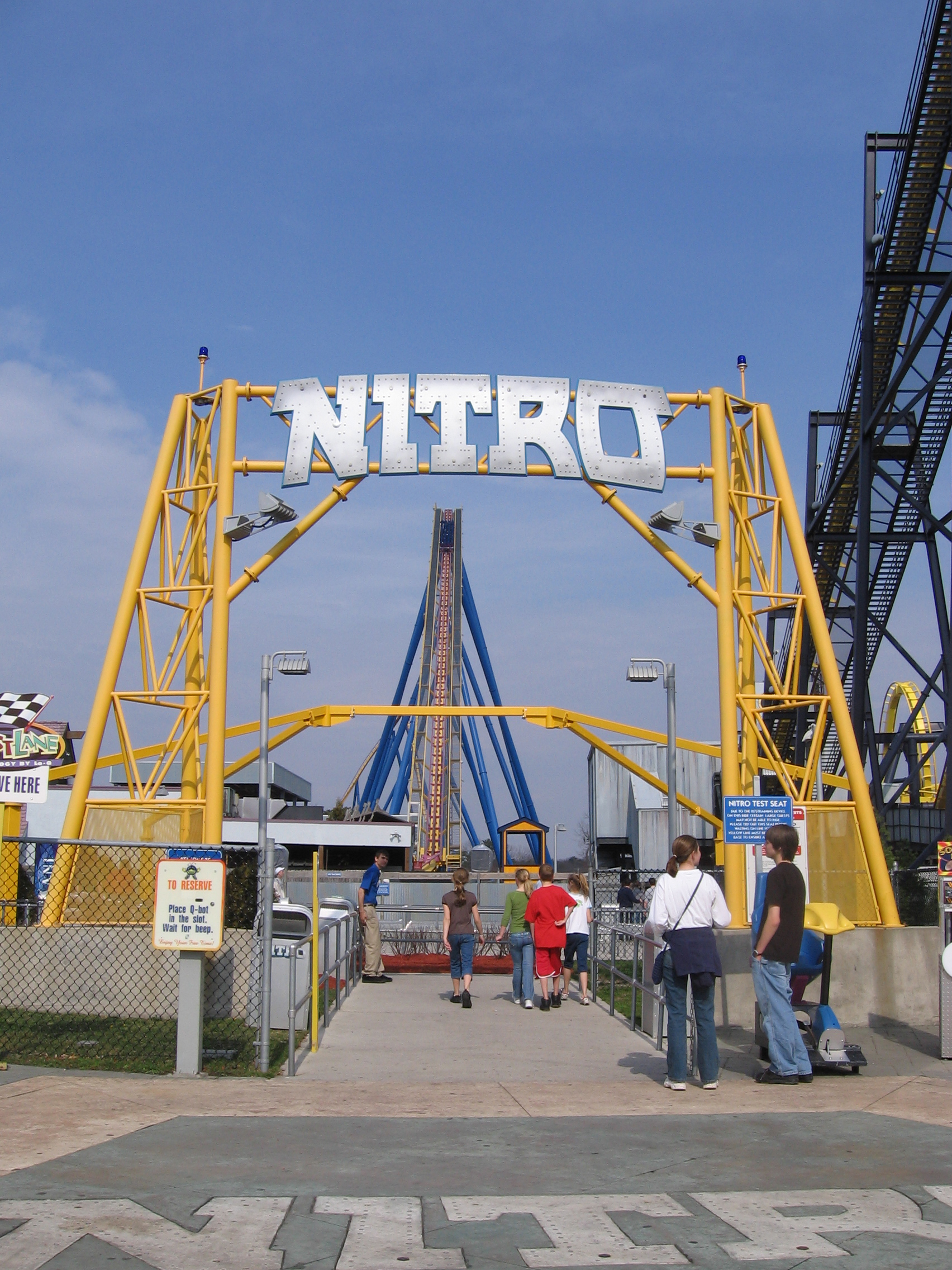
Entrée de l'attraction.
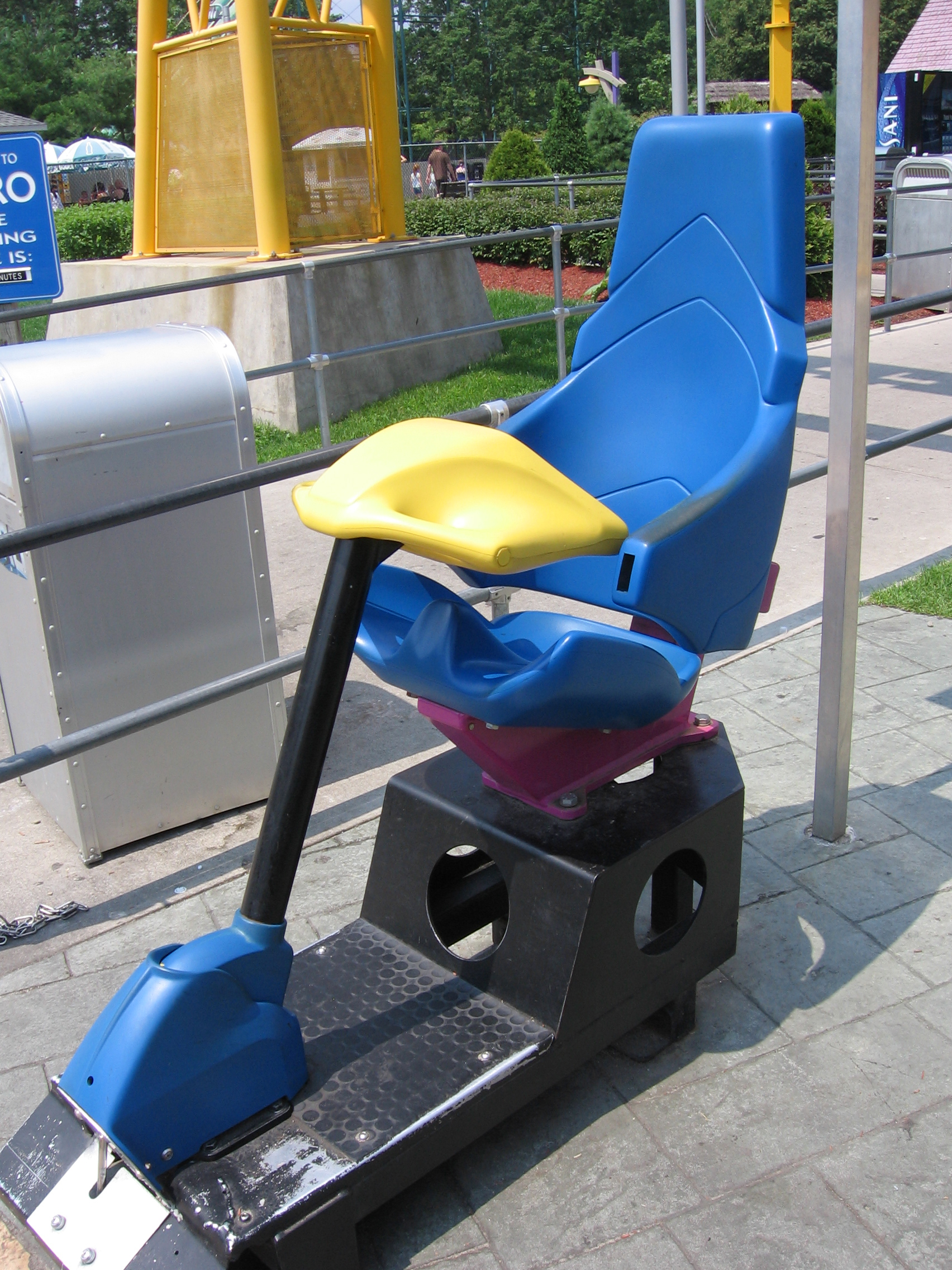
Siège test à l'entrée de l'attraction.